# Boyd, Wisconsin
Boyd là một làng thuộc quận Chippewa, tiểu bang Wisconsin, Hoa Kỳ. Năm 2006, dân số của làng này là 680 người.